# José Padilla (DJ)
José Padilla (Girona, 1955 - Ciutat d'Eivissa, 18 d'octubre de 2020) va ser un discjòquei català, productor de música ambiental i chill-out, conegut internacionalment per la seva feina com a DJ al bar Café del Mar de Sant Antoni de Portmany (Eivissa) on va iniciar la compilació anual de música chill-out Cafè del Mar.
Nascut a Girona, Padilla va anar a viure a Eivissa el 1975. El 1991 es va establir com a DJ resident a Cafè del Mar. El 1994 va compilar el seu primer àlbum Cafè del Mar sota el segell discogràfic React. El 2020, la sèrie de discos arribava a 25 volums, junt amb altres nombroses recopilacions relacionades, tot consolidant internacionalment l'etiqueta musical del bar. Padilla va seleccionar personalment les cançons dels 6 primers volums, així com les del volum commemoratiu del 20è aniversari. Ha venut mes de 5 milions de còpies dels seus CDs arreu del món.
Encara que diferents creacions de Padilla apareixien a les seves diverses recopilacions, no va ser fins al 1998 que va lliurar el seu primer àlbum, Souvenir, sota Mercury Records. El CD incloïa col·laboracions amb diversos músics de chill-out, com Lenny Ibizarre i Paco Fernández. El seu segon àlbum, Explorador, va sortir el 2001. L'àlbum va rebre un premi Grammy llatí com a Millor Àlbum Instrumental.
A partir d'aquell moment, Padilla va deixar de ser DJ resident a Cafè del Mar per a voltar pel món. El novembre de 2007 va treure una nova compilació anomenada Bella Musica, sense connexió amb l'etiqueta Cafè del Mar. El 2011, va treure la nova recopilació "Here Comes The Sunset" (Volum 4) després que Padilla passés uns anys a la platja italiana de Fregenae (litoral de Roma). El 2015, va treure l'àlbum So Many Colours disponible en streaming via Resident Advisor, i després genèricament via Internacional Feel. Padilla retorna als Essential Mix decks de BBC Radio 1 l'agost de 2015 per primer cop d'ençà 20 anys, amb un disc eclèctic "Masters" de més de dues hores.
Padilla va anunciar el juliol 2020 que li havien diagnosticat càncer colorectal. Moria a Eivissa el 18 d'octubre de 2020 a l'edat de 64 anys.

## Discografia
| Any  | Títol                                                |
| ---- | ---------------------------------------------------- |
| 1993 | Café del Mar, Vol 1                                  |
| 1994 | Café del Mar, Vol 2                                  |
| 1995 | Café del Mar, Vol 3                                  |
| 1996 | Café del Mar, Vol 4                                  |
| 1997 | Café del Mar, Vol 5                                  |
| 1998 | Souvenir                                             |
| 1999 | Café del Mar, Vol 6                                  |
| 2001 | Explorador                                           |
| 2002 | Explorador (Especial Ed.)                            |
| 2002 | El Sueno de Ibiza                                    |
| 2005 | Home Ray, Vol 4                                      |
| 2006 | Café Solo                                            |
| 2007 | Café Solo, Vol 2                                     |
| 2009 | Café Mambo Ibiza 09                                  |
| 2010 | Ibiza Classic Sunset                                 |
| 2010 | Here comes the sunset vol.4- Singita, miracle beach  |
| 2012 | Blue Note Beach Classics - presented by José Padilla |
| 2015 | So Many Colours                                      |
| 2017 | Jose Padilla's House Party                           |